# رودخانه مرموز
رودخانه مرموز (به انگلیسی: Mystic River)  فیلمی معمایی درام از کلینت ایستوود، کارگردان آمریکایی است که بر اساس فیلمنامه‌ای از برایان هالگلند و بر اساس داستانی به همین نام از دنیس لهان به مدت ۱۳۷ دقیقه به فیلم تبدیل شده و در کشور آمریکا به زبان انگلیسی اکران شده‌است. فیلم ساختهٔ سال ۲۰۰۳ است و بازیگرانی چون شان پن به نقش جیمی مارکو، کوین بیکن به نقش شون دوین، تیم رابینز به نقش دیو بویل در این فیلم ایفای نقش کرده‌اند که شان پن و تیم رابینز به‌ ترتیب جایزهٔ بهترین بازیگر مرد و بهترین بازیگر مکمل مرد را در هفتادوششمین دورهٔ اسکار سال ۲۰۰۴ از آن خود کردند.
این فیلم نامزد نخل طلای بهترین فیلم شد.

## موضوع
فیلم از سکانس سه پسربچه که در یکی از خیابان‌های آمریکا مشغول بازی در خیابان و حک کردن نام‌شان روی یک بلوک بتنی خیس هستند، آغاز می‌شود. ناگهان دِیْو بویل به دست کودک‌دزدانی ربوده می‌شود، ۳ روز متوالی مورد تجاوز جنسی دو مرد قرار می‌گیرد، تا آن که فرار می‌کند. داستان به ۲۵ سال بعد سفر می‌کند که دیو (با بازی تیم رابینز)، به خاطر مورد تجاوز واقع شدن در کودکی به شخصی گوشه‌گیر و منزوی و بیمار تبدیل شده و علی‌رغم آن که ازدواج کرده و یک فرزند دارد ولی هنوز آثار روانی تجاوز در کودکی بر او باقی مانده؛ جیمی مارکوم (با بازی شان پن) یک تبهکار با سابقه کیفری است؛ و شون دوین (با بازی کوین بیکن) پلیس شده‌ است.

## داستان
در سال ۱۹۷۵، سه دوست از محلهٔ ایرلندی‌تبارنشین در چارلزتاون، بوستون به نام‌های جیمی مارکام، شون دواین و دیو بویل در حال بازی هاکی خیابانی هستند. پس از آن‌که آن‌ها نام‌هایشان را روی بتن خیس پیاده‌رو می‌نویسند، دو شکارچی جنسی که خود را پلیس جا زده‌اند، دیو را می‌ربایند و به مدت چهار روز او را مورد تجاوز جنسی قرار می‌دهند تا سرانجام فرار می‌کند. یکی از آدم‌ربایان پیش از آن‌که دستگیر شود می‌میرد و دیگری بازداشت شده و بعدها در زندان خودکشی می‌کند.
بیست و پنج سال بعد، جیمی یک مجرم پیشینه‌دار و صاحب یک فروشگاه محلی است، شون افسر پلیس ایالتی ماساچوست است که همسر باردارش، لورن، به‌تازگی او را ترک کرده و دیو نیز کارگری ساده است که همواره با عوارض روانی ناشی از ربوده‌شدن و تجاوز، دست‌به‌گریبان است. دیو و جیمی از راه ازدواج در ارتباطند: همسر دیو، سلست، و همسر دوم جیمی، انابت، دخترعمو هستند.
کتی، دختر جیمی از ازدواج نخستش، قصد دارد پنهانی با دوست‌پسرش، برندن هریس، که از خانواده‌ای است که جیمی از آن‌ها متنفر است، به لاس‌وگاس بگریزد. یک شب، دیو کتی و دوستانش را در یک بار محلی می‌بیند. همان شب، کتی کشته می‌شود و دیو در حالی‌که زخمی و خون‌آلود است به خانه بازمی‌گردد. او به همسرش می‌گوید که با یک دزد درگیر شده و احتمالاً او را کشته است. شون و همکارش، وایت پاورز، تحقیقات دربارهٔ قتل را آغاز می‌کنند، در حالی‌که جیمی، در سوگ دخترش، تحقیقاتی جداگانه با بهره‌گیری از ارتباطات محلی خود انجام می‌دهد.
گفته‌های یک شاهد حاکی از آن است که کتی ممکن است قاتلش را می‌شناخته باشد. پلیس‌ها درمی‌یابند که سلاح مورد استفاده در قتل، یک هفت‌تیر ۳۸ اسپشیال، همان سلاحی است که در یک سرقت فروشگاه مشروب در سال ۱۹۸۴ توسط «ریِ تنها»، پدر برندن، استفاده شده بود. ری از سال ۱۹۸۹ ناپدید شده، اما برندن می‌گوید که همچنان هر ماه ۵۰۰ دلار برای خانواده‌اش می‌فرستد. او در مورد تفنگ پدرش وانمود به بی‌اطلاعی می‌کند. وایت به دیو مشکوک می‌شود، چون داستانش دربارهٔ زخمش دائم تغییر می‌کند. دیو همچنان رفتاری غیرعادی دارد، تا جایی که سلست خانه را ترک می‌کند و به جیمی می‌گوید که گمان می‌کند دیو قاتل کتی است.
جیمی و دوستانش، دیو را به یک بار می‌برند، او را مست می‌کنند و زمانی که می‌خواهد بالا بیاورد، او را به چالش می‌کشند. جیمی اعتراف می‌کند که «ریِ تنها» را به‌خاطر درگیر کردنش در ماجرای سرقت، که به زندانی‌شدنش انجامید، کشته است. دیو به جیمی می‌گوید که در همان شب واقعاً کسی را کشته، اما نه کتی را؛ او یک کودک‌آزار را که در حال سوءاستفاده از یک روسپی کودک بود، به قتل رسانده است. جیمی حرفش را باور نمی‌کند و چاقویی بیرون می‌کشد. او به دیو وعده می‌دهد که اگر به قتل کتی اعتراف کند، او را خواهد بخشید. وقتی دیو اعتراف دروغین می‌کند، جیمی او را می‌کشد و جسدش را در رودخانهٔ میستیک می‌اندازد.
در همین حال، برندن پس از آن‌که متوجه گم‌شدن تفنگ پدرش می‌شود، با برادر کوچک‌تر لال خود «ریِ ساکت» و دوست او، جان اوشی، روبه‌رو می‌شود. او این دو نوجوان را کتک می‌زند تا اعتراف کنند، اما جان تفنگ را بیرون می‌کشد و می‌خواهد برندن را بکشد. در همین لحظه، شون و وایت که رد قتل را به این نوجوانان رسانده‌اند، سر می‌رسند، اسلحه را می‌گیرند و جان و ری را بازداشت می‌کنند.
صبح روز بعد، شون به جیمی می‌گوید که جان و ریِ ساکت اعتراف کرده‌اند که کتی را در جریان یک شوخی اشتباه به قتل رسانده‌اند. شون از جیمی می‌پرسد که آیا دیو را دیده است یا نه، چون او برای بازجویی در رابطه با قتل یک کودک‌آزار تحت تعقیب است. جیمی پاسخ مستقیمی نمی‌دهد و در عوض از شون برای یافتن قاتلان کتی تشکر می‌کند و می‌گوید: «کاش فقط یک‌ذره زودتر رسیده بودی». سپس شون از جیمی می‌پرسد که آیا قصد دارد برای سلست هم ماهی ۵۰۰ دلار بفرستد.
شون پس از عذرخواهی از لورن، دوباره با او آشتی می‌کند و جیمی هم آنچه را که کرده، به انابت اعتراف می‌کند. انابت به او می‌گوید که او «یک پادشاه است و پادشاه می‌داند که چه باید بکند و همان را می‌کند، حتی وقتی سخت باشد.» او همچنین سلست را بابت بدگویی از همسرش، دیو، مسخره می‌کند. در یک رژهٔ محلی، پسر دیو، مایکل، در انتظار پدرش ایستاده است. شون جیمی را می‌بیند و با دست، حالت شلیک تفنگ را به‌سویش درمی‌آورد، که نشان می‌دهد ممکن است قصد مجازات جیمی را داشته باشد، در حالی‌که جیمی با ژستی حاکی از «چه کار کردم؟ هر کاری می‌خواهی بکن» دست‌هایش را باز می‌کند.

## جوایز
- برنده جایزه اسکار بهترین هنرپیشه نقش اول (شان پن)
- برنده جایزه اسکار بهترین بازیگر مکمل مرد (تیم رابینز)
- نامزد اسکار بهترین فیلم
- نامزد اسکار بهترین کارگردانی
- نامزد اسکار بهترین فیلمنامه اقتباسی
- نامزد اسکار بهترین بازیگر نقش مکمل مرد
- برنده گلدن گلوب بهترین بازیگر نقش اول مرد فیلم درام
- برنده گلدن گلوب بهترین بازیگر نقش مکمل مرد
- نامرد گلدن گلوب بهترین فیلم درام
- نامزد گلدن گلوب بهترین کارگردانی
- نامزد گلدن گلوب بهترین فیلمنامه
- نامزد بفتای بهترین بازیگر نقش اول مرد
- نامزد بفتای بهترین بازیگر نقش مکمل مرد
- نامزد بفتای بهترین بازیگر نقش مکمل مرد
- نامزد بفتای بهترین فیلمنامه اقتباسی
- برنده جایزه سزار بهترین فیلم خارجی
- نامزد جایزه دیوید دی ناتلو بهترین فیلم خارجی